# Vector de onda
El vector de onda es un vector que apunta en la dirección de propagación de la onda en cuestión y cuya magnitud es el número de onda. Su expresión en matemática es:

{\displaystyle \mathbf {k} =k\mathbf {u} ={\frac {2\pi }{\lambda }}\mathbf {u} }

donde {\displaystyle {\vec {u}}} es la dirección de la propagación de la onda.
De este modo, para una onda genérica tenemos que:

{\displaystyle \Phi (\mathbf {r} ,t)=\Phi (\mathbf {k} \cdot \mathbf {r} -\omega t)=\Phi (k_{x}x+k_{y}y+k_{z}z-\omega t)}

## Aplicaciones

### Transversalidad de las ondas electromagnéticas planas
El formalismo mediante el vector de onda permite ver rápidamente que las ondas electromagnéticas planas son trasversales, es decir, la oscilación del campo eléctrico y magnético es perpedincular a la dirección de propagación de la onda y perpendiculares entre sí.
Para demostrar esto consideremos, sin pérdida de generalidad, una onda electromagnética plana de la forma:

{\displaystyle \mathbf {E} (\mathbf {r} ,t)=\mathbf {E_{0}} e^{i(\mathbf {k} \cdot \mathbf {r} -\omega t)},\qquad \mathbf {B} (\mathbf {r} ,t)=\mathbf {B_{0}} e^{i(\mathbf {k} \cdot \mathbf {r} -\omega t)}}

Suponiendo una región del espacio sin densidad de carga {\displaystyle \scriptstyle \rho =0}, la ley de Gauss para la divergencia del campo eléctrico nos lleva a que:

{\displaystyle {\boldsymbol {\nabla }}\cdot \mathbf {E} =i\mathbf {k} \cdot \mathbf {E_{0}} ={\frac {\rho }{\epsilon _{0}}}=0}

De donde obtenemos la perpendicularidad entre el campo eléctrico y la dirección de propagación:

(*){\displaystyle \mathbf {\hat {u}} \cdot \mathbf {E_{0}} =0\Rightarrow \mathbf {\hat {u}} \cdot \mathbf {E} =0\qquad \Rightarrow \qquad \mathbf {E} \ \bot \ \mathbf {\hat {u}} }

Usando ahora la ley de Faraday para el rotacional del campo eléctrico tenemos:

(**){\displaystyle {\boldsymbol {\nabla }}\times \mathbf {E} =i\mathbf {k} \times \mathbf {E} =-{\frac {\partial \mathbf {B} }{\partial t}}=i\omega \mathbf {B} }

De (**), por las propiedades del producto vectorial, se deduce:

{\displaystyle \mathbf {\hat {u}} \ \bot \ \mathbf {B} }

Por tanto de las expresiones (*) y (**) puede concluirse que el campo eléctrico es perpendicular al vector de onda, y por tanto a la dirección de propagación, y que el campo magnético es perpendicular tanto a la dirección de propagación como al campo eléctrico, formando los vectores {\displaystyle \scriptstyle \{\mathbf {k} ,\mathbf {E} ,\mathbf {B} \}} forman un triedro que en cada punto del espacio constituye una base vectorial.
- Datos: Q657009